# Educação física

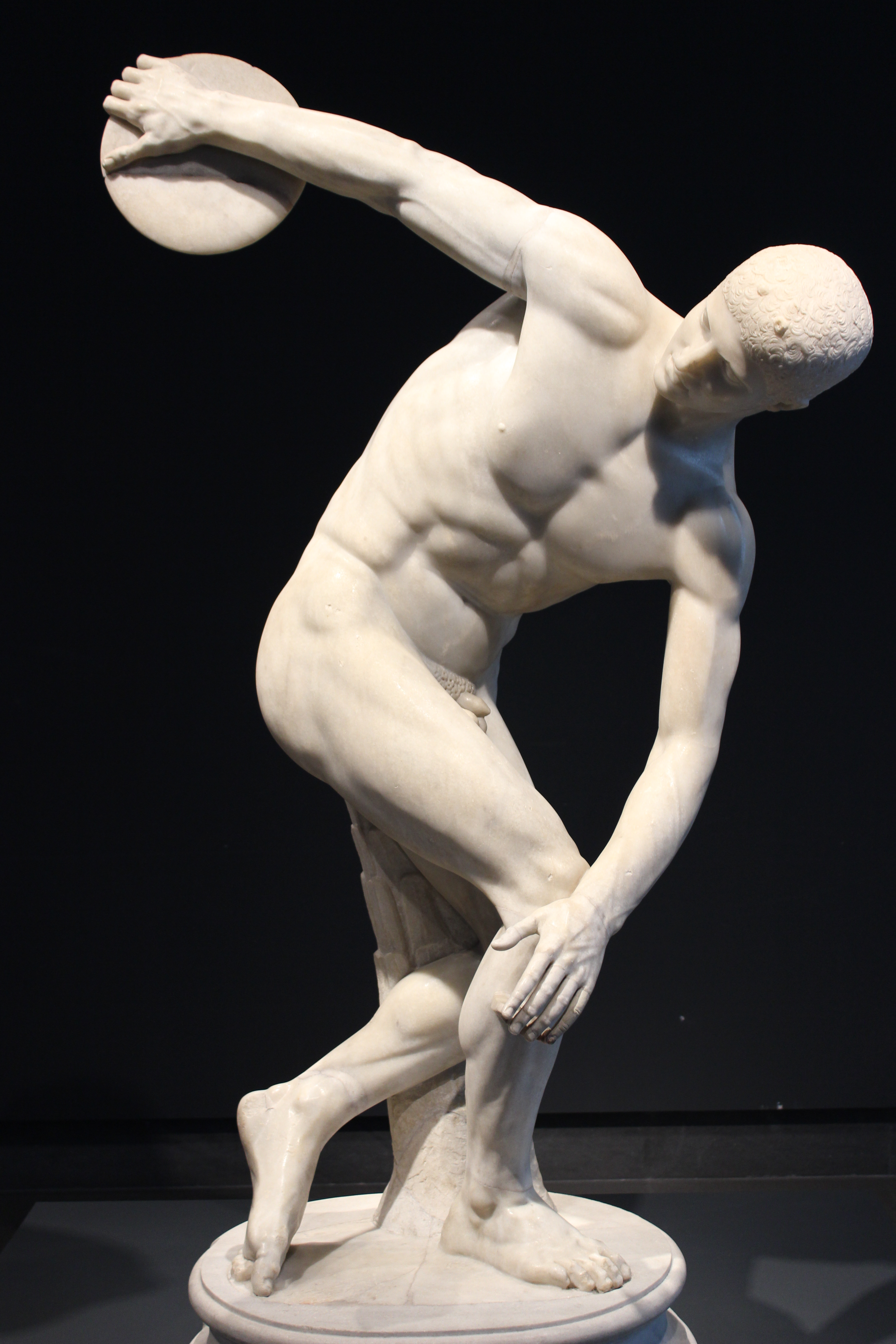
Cópia da estátua Discóbolo, do escultor grego Míron, em estado relativamente completo, restaurada por Angelini e instalada no Palazzo Lancellotti. Essa estátua é um simbolo recorrentemente utilizada para representar a área da Educação física.

Educação física é uma área do conhecimento humano que estuda as práticas corporais desenvolvidas histericamente pela sociedade, envolvendo dimensões como lazer, esporte, saúde, educação e reabilitação. Mais do que a simples execução de exercícios, trata-se de um campo pedagógico, científico e terapêutico, que contribui para a formação do ser humano e para sua integração social.
A atuação da Educação física abrange o desenvolvimento motor, emocional, cognitivo e social dos indivíduos, desde a infância até a vida adulta. Está presente em contextos escolares, clínicos, esportivos e sociais, promovendo valores como disciplina, cooperação, respeito às diferenças e qualidade de vida. Para atuação na área, entende-se como capacitado legalmente em tal área de atuação profissional quando graduado no curso superior de Educação física, podendo optar entre licenciatura (voltado para atuar em escolas de ensino básico) ou bacharelado (voltado para atuação fora do âmbito escolar).

## Aspectos históricos da educação física

##### Antiguidade

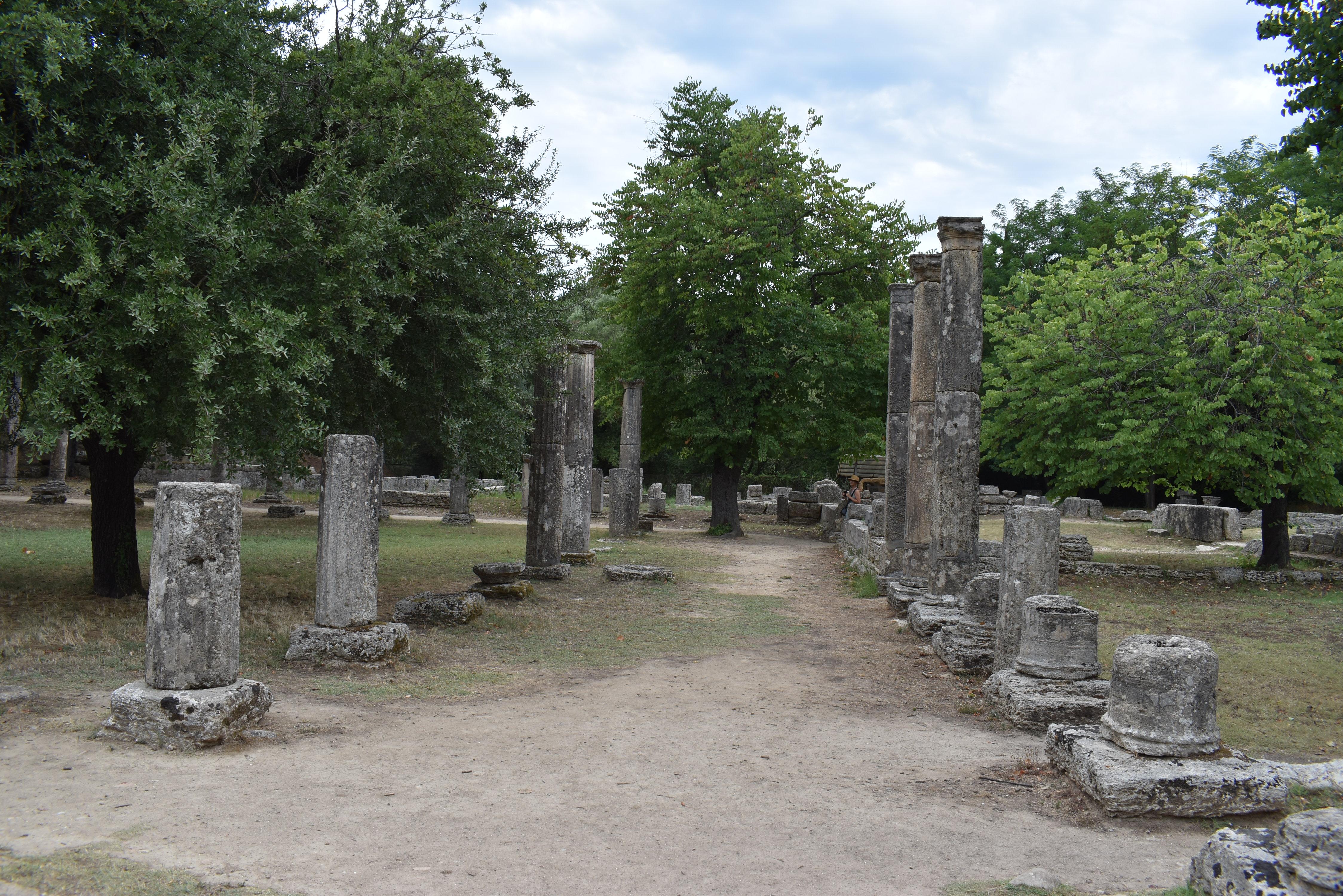
Olimpia, Grécia, berço dos Jogos Olímpicos

Embora seja reconhecidas manifestações de práticas corporais em variadas sociedades da antiguidade, tais como a egípcia, babilônica, indiana e chinesa, a educação física passou a ter grande notoriedade e importância cultural na antiguidade grega.

#### Idade Média

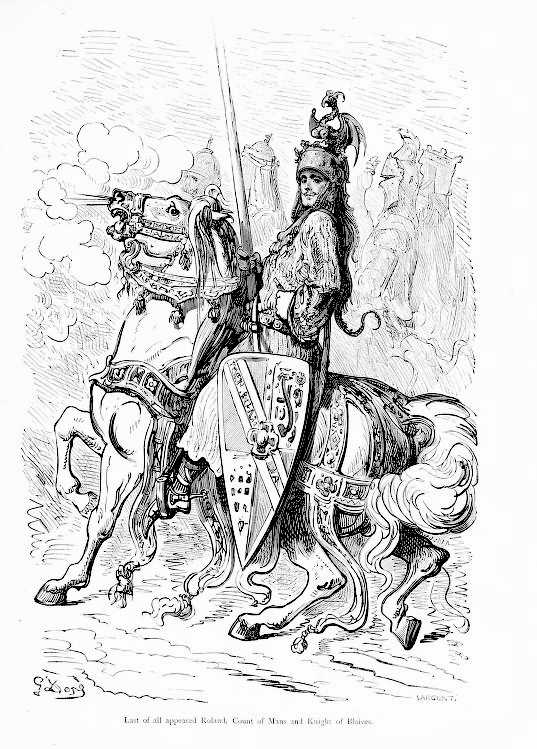
Ilustração feita por Gustavo Doré para o livro "The Days of Chivalry: Or the Legend of Croquemitaine", ilustrando um cavaleiro

Com a ascensão do Cristianismo, a consideração sobre a importância do corpo que existiu na antiguidade, sobretudo grega, foi alvo de análises e críticas. Nesse sentido, não apenas as práticas atléticas, mas o amplo de sensações e prazeres corporais, tornaram-se vistos como fontes de corrupção e pecado. Todavia, essa suspeita em relação ao corpo que podemos ver, entre outros, em autores da patrística, não deve deixar de lado que estudiosos evidenciam que durante a idade média o corpo e suas práticas gerou olhares diferentes que tensionavam, por exemplo, o elogio da virgindade e castidade.  Um exemplo dessa tensão entre criticar e elogiar o treinamento corporal com finalidades religiosas, é cavalaria medieval.

#### Idade moderna

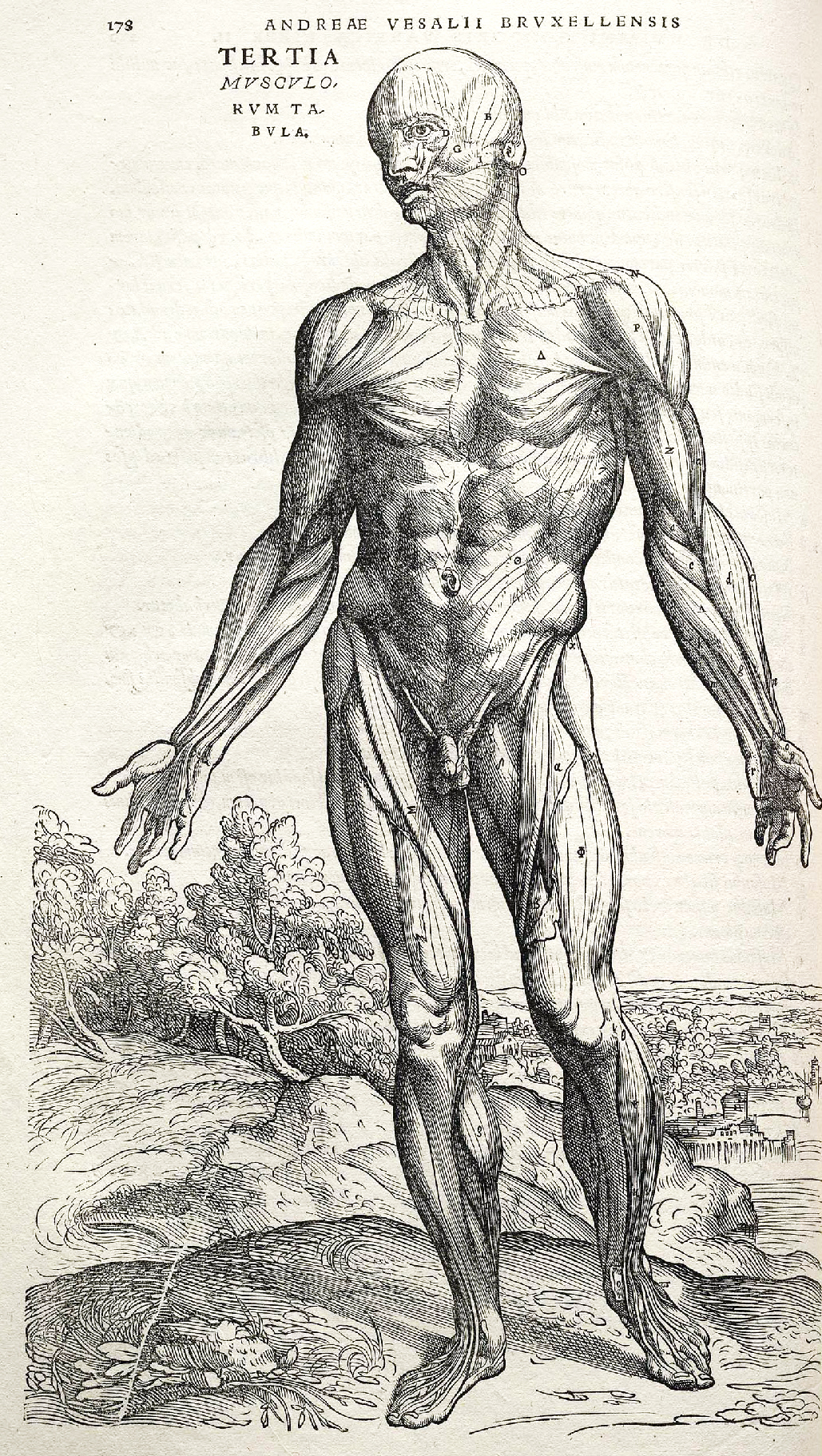
A retomada do estudo da anatomia humana foi fundamental para a expansão da educação física. Em destaque a obra do anatomista Andre Vesalius

No processo de transição do feudalismo ao capitalismo, é possível que verificar que a relação entre práticas corporais e educação ganhou importância. Durante o renascimento cultural, foi importante nessa  a retomada de autores da antiguidade que ao ponderarem a educação, defendiam a importância da educação física, da ginástica e das competições, tais como os jogos olímpicos. Como consequência, muitos filósofos e educadores passaram a defender que as crianças e jovens fossem educados por meio de práticas corporais e com grande atenção à saúde.

## Educação física como área de conhecimento
No Brasil, a formação profissional de professores e profissionais de educação física acontece no nível superior. Ao lado dessa formação inicial dos futuros profissionais e professores de educação física, existem cursos de pós-graduação em stricto-sensu, em nível de mestrado e doutorado, que agrega pesquisadores que produzem conhecimentos sobre variados aspectos relacionados à Educação física. A formação da Educação física como área de conhecimento evidencia influências oriundas de diversos países nas discussões e ações que levaram a atual configuração acadêmica da área. As influências americanas e alemãs estão entre aquelas que mais influenciaram o modo como a área de educação física se estruturou nas instituições de ensino e pesquisa no Brasil.

### A Educação física e as ciências do esporte
Existe ainda muita confusão acerca das duas graduações. É muito comum as pessoas confundirem o curso de Educação física com o curso de esporte ou ciências do esporte. No entanto, quem se forma em Educação física terá matérias mais ligadas às áreas de Ciências Biológicas e da Saúde, preparando-se para uma atuação diretamente ligada ao ensino pedagógico e à aplicação de atividades físicas para pessoas ou grupos, seja em ambientes escolares, seja em academias e centros esportivos. Já o formado em esporte ou ciências do esporte, atua como técnico, em preparação física de atletas, gestão e marketing esportivo e organização de eventos esportivos. Em geral, esses profissionais disputam as mesmas vagas no mercado de trabalho.

## A educação física escolar
A inclusão das práticas corporais nas estruturas formais de ensino se consolida no século XIX em todo o mundo.  Mesmo que ainda não chamadas de "aulas de educação física", a progressiva inclusão da ginástica nas rotinas das escolas culminou com isso que hoje conhecemos como o componente curricular educação física.
No caso do brasileiro, as práticas corporais executadas nas escolas aconteceram sob a influência do exército, da medicina e do esporte. O quê determinou que os professores de "educação física" assumissem posturas semelhantes, respectivamente, às de sargento, médico e técnico desportivo.

### A crise da educação física
Com o processo redemocratização da sociedade brasileira nos anos 1980, a educação de forma geral e a educação em particular passaram a questionar seus papéis na história e na atualidade da sociedade brasileira. No caso da educação física brasileira, esse amplo processo político de uma sociedade que tinha passado por duas décadas de uma ditadura civil-militar estimulou pesquisadores a elaborarem pesquisa tanto sobre a história da educação física brasileira, quando de seu lugar nas estruturas educacionais. Essas reflexões passaram a serem conhecidas como "crise da educação física", ou seja, congressos e publicações vieram a público para reivindicar mudanças nos papéis das aulas de educação física na ensino básico do país, gerando o movimento renovador da educação física brasileira.

### Novas abordagens pedagógicas
Como resultado dos debates políticos, epistemológicos e pedagógicos envolvendo tanto a educação física como área de conhecimento quanto componente curricular da educação básica, nas décadas de 1980, 1990 e 2000 foram foram propostas abordagens pedagógicas à educação física. De formas diferentes, cada uma dessas abordagens criticavam a ênfase esportivista e sem bases pedagógicas que predominava no contexto da educação física escolar brasileira. O número e denominação das abordagens variam. Castellani Filho (1999) organiza essa variedade, classificando as abordagens em abordagens não propositivas e abordagens propositivas. As abordagens propositivas, por sua vez, são divididas em abordagens propositivas não-sistematizadas e abordagens propositivas sistematizadas:
| Tipo de abordagem               | Abordagem / Concepção | Representante(s)                    | Características principais                                                                                          |
| ------------------------------- | --------------------- | ----------------------------------- | --- |
| Não propositivas                | Fenomenológica        | Silvino Santin e Wagner Wey Moreira | Foco na experiência vivida dos alunos, sem proposta didática estruturada.                                           |
| Não propositivas                | Sociológica           | Mauro Betti                         | Ênfase nas questões sociais e culturais, sem sistematização metodológica.                                           |
| Não propositivas                | Cultural              | Jocimar Daólio                      | Valoriza as culturas corporais, mas não propõe métodos específicos de ensino.                                       |
| Propositivas não sistematizadas | Desenvolvimentista    | Go Tani                             | Centrada no desenvolvimento motor e na progressão das habilidades.                                                  |
| Propositivas não sistematizadas | Construtivista        | João Batista Freire                 | Apoiada no protagonismo do aluno e na construção ativa do conhecimento.                                             |
| Propositivas não sistematizadas | Crítico-Emancipatória | Elenor Kunz                         | Enfatiza autonomia e consciência crítica; em transição para sistematização.                                         |
| Propositivas não sistematizadas | Plural                | Jocimar Daólio                      | Valoriza a diversidade de práticas corporais e culturas locais.                                                     |
| Propositivas não sistematizadas | Aulas Abertas         | Reiner Hildebrandt                  | Propõe vivências abertas, amplas e contextualizadas, com foco na experiência e liberdade de escolha.                |
| Propositivas sistematizadas     | Aptidão Física        | –                                   | Modelo tradicional que centra o ensino nos componentes da aptidão física (força, resistência, flexibilidade, etc.). |
| Propositivas sistematizadas     | Crítico-Superadora    | –                                   | Integra crítica social com proposta metodológica estruturada e sistematizada.                                       |

A seguir, estão organizadas algumas das principais abordagens pedagógicas da Educação física escolar, conforme sua relação com a sistematização metodológica:

#### Abordagens propositivas

##### Abordagem desenvolvimentista
De acordo com Tani (2021), o desenvolvimento das habilidades motoras fundamentais é essencial para a aprendizagem de movimentos mais complexos e para a formação de um estilo de vida ativo e saudável ao longo da vida. Na abordagem desenvolvimentista, essas habilidades são vistas como a base do desenvolvimento motor, sendo fundamentais não apenas para a prática esportiva, mas também para as atividades cotidianas. O autor destaca que a Educação física escolar deve proporcionar oportunidades para que crianças desenvolvam essas habilidades, respeitando suas fases de crescimento e maturação, de modo a promover um desenvolvimento motor adequado e duradouro.
Segundo Tani (1989), a abordagem desenvolvimentista na Educação física considera que o movimento não deve ser apenas um fim em si mesmo, mas um meio para o desenvolvimento integral do aluno, envolvendo aspectos motores, cognitivos, afetivos e sociais. A proposta central dessa abordagem é respeitar o ritmo e as características individuais de desenvolvimento motor de cada aluno, oferecendo experiências motoras variadas e adequadas às suas necessidades. Assim, o professor deve atuar como mediador, organizando situações de aprendizagem que estimulem o desenvolvimento das habilidades motoras, promovendo a construção de competências fundamentais para a vida.
A abordagem desenvolvimentista defende que a educação física deve colaborar com o processo de desenvolvimento motor, cognitivo e afetivo dos alunos (esse tipo de abordagem é muito utilizada no fundamental I). A abordagem desenvolvimentista apresenta limitações quando aplicada ao ensino médio, uma vez que se baseia nas fases do desenvolvimento motor, as quais ocorrem predominantemente entre os quatro e os quatorze anos de idade. Após esse período, espera-se que os indivíduos já tenham consolidado as principais habilidades motoras, tornando menos eficaz a aplicação dessa abordagem em faixas etárias posteriores. No Brasil, a abordagem desenvolvimentista passou a influenciar os debates pedagógicos a partir da publicação da obra Educação física escolar: fundamentos de uma abordagem desenvolvimentista, publicada em 1988 por Go Tani, Eduardo Kokubun, José Elias de Proença e Edson Manoel de Jesus.
Gallahue e Ozmun (2005, p. 19) definem que “o desenvolvimento motor é uma alteração contínua no comportamento motor ao longo do ciclo da vida, realizada pela interação entre as necessidades da tarefa, a biologia do indivíduo e as condições do ambiente.” Essa definição reforça a ideia de que o desenvolvimento motor não ocorre de forma isolada, mas sim pela combinação de fatores internos e externos, em constante interação ao longo da vida.

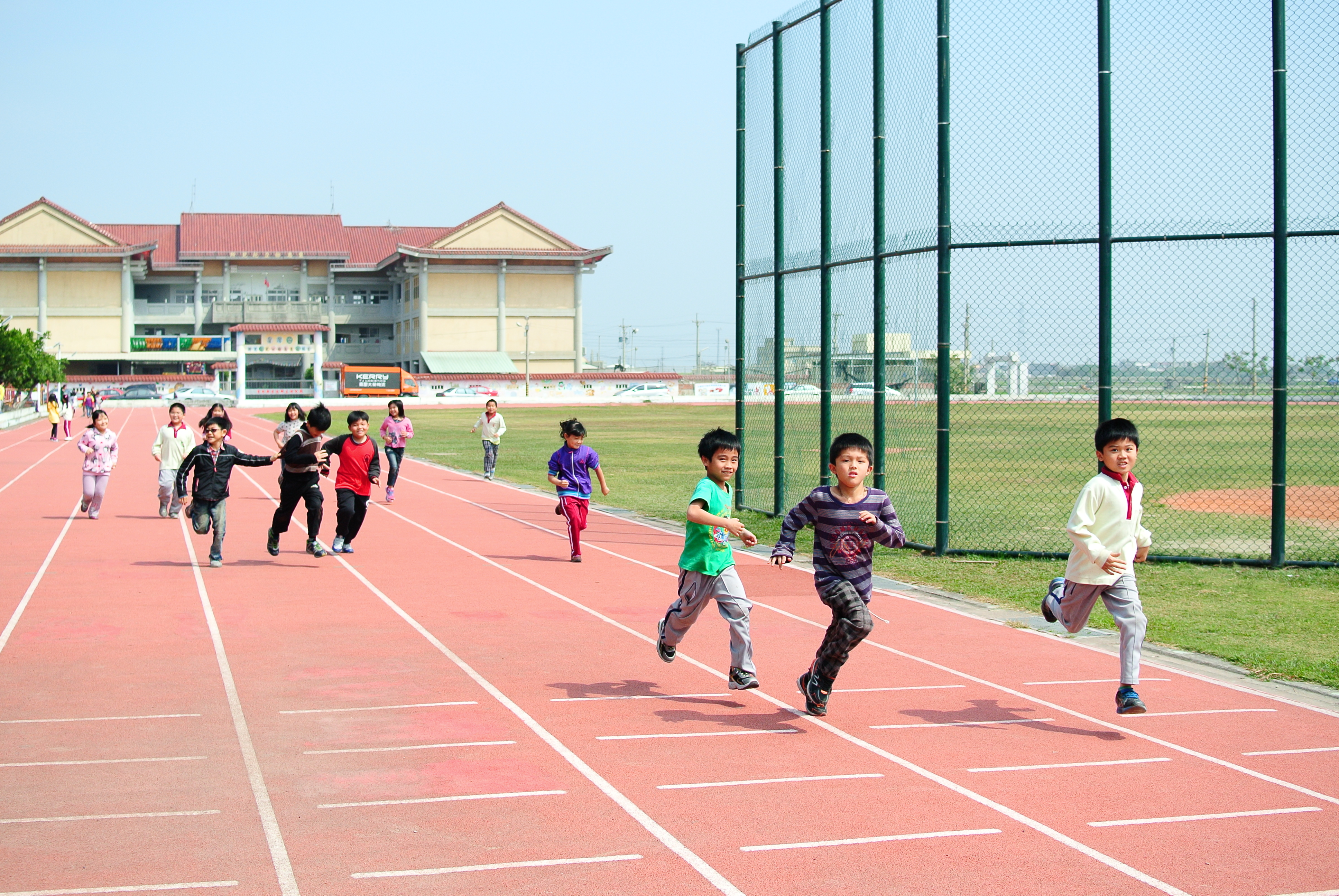
Crianças correndo em uma pista de atletismo

##### Abordagem construtivista

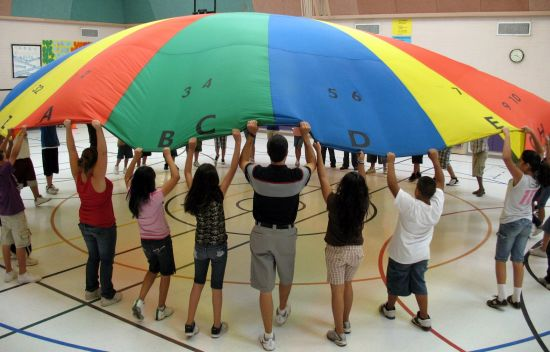
Crianças brincando em uma aula de educação física

A abordagem construtivista trabalha o processo de desenvolvimento da inteligência como proposto por Jean Piaget, que defende que o conhecimento não é inato nem é transmitido, mas é construído pelo sujeito como resultado de sua interação com o ambiente físico e social. Piaget também afirma que o conhecimento é resultado da construção pessoal do aluno, e o professor é um importante mediador do processo ensino-aprendizagem. Além disso, na abordagem construtivista, o conhecimento é construído ativamente pelo sujeito, e cabe à educação propor métodos que favoreçam essa construção, incentivando, assim, o desenvolvimento da capacidade de “aprender a aprender”. De acordo com João Batista Freire, a ludicidade é uma característica humana de modo geral, mas que constitui um traço fundamental para a educação das crianças. A abordagem construtivista se tornou conhecida por professores e professoras de educação física por meio da obra Educação de corpo inteiro: teoria e prática da educação física, publicada em 1992.
As salas de aula fundamentadas na abordagem construtivista consiste em salas com número de estudantes reduzidos, permitindo que o professor acompanhe o processo de desenvolvimento individual de aprendizagem.

##### Concepções abertas nas aulas de educação física

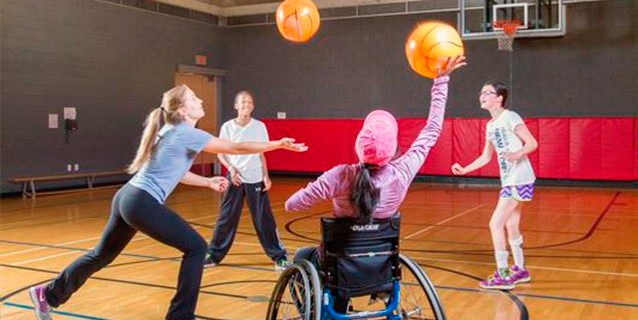
A inclusão no ensino e na vivência dos esportes

Tendo por base o livro Concepções abertas nas aulas de educação física, a abordagem proposta por Reiner Hildebrandt-Strassman e Ralph Langing propõe aproximar o ensino dos esportes da proposta pedagógica de Paulo Freire. O ponto central da abordagem é a abertura de professores e alunos para experiências de movimento definidas de modo dialogado durante as aulas. Essa sugestão visa transformar o ensino de esporte da tradicional postura impositiva por parte de professores para uma rotina de aula pautada na discussão aberta sobre as melhores maneiras de os alunos vivenciar movimentos, fundamentos técnicos e situações táticas de diferentes modalidades. Além disso, por valorizar a comunicação e a escuta ativa, torna o processo de ensino-aprendizagem mais democrático e participativo, especialmente nas aulas de Educação física Escolar, evitando que o conhecimento fique restrito apenas ao professor, favorecendo a construção coletiva do saber. A aplicação do ensino aberto na Educação física enfrenta desafios relacionados à predominância de currículos tecnicistas e esportivistas, que dificultam o planejamento de aulas que valorizem a autonomia e a participação dos alunos, além de exigir uma intervenção pedagógica que atenda às necessidades culturais e formativas desses sujeitos em um processo democrático. A implementação da concepção de aulas abertas em Educação física pode encontrar obstáculos como a resistência inicial dos estudantes à metodologia menos dirigida, a pouca maturidade para debates críticos e a necessidade de maior preparo dos professores para promover o protagonismo dos alunos, exigindo estratégias que promovam o engajamento e o interesse dos adolescentes, especialmente no ensino médio.

##### Abordagem crítico-emancipatória
A abordagem crítica-emancipatória tem por base as pesquisas de Elenor Kunz, em Educação física: ensino e mudanças e Transformação didático-pedagógica do esporte. Tendo como principal influência a Teoria Crítica da Escola de Frankfurt, especialmente pelas ideias de Jürgen Habermas sobre o "agir comunicativo", Elenor Kunz advoga que a finalidade das aulas de educação física na escola é ensinar e estimular aos alunos desenvolverem uma consciência crítica a respeito de si mesmos e do mundo em que vivem tendo como base o aprendizado e reflexão sobre as práticas corporais, sobretudo, o esporte.
A proposta pedagógica desenvolvida por Elenor Kunz, chamada de abordagem Crítico-Emancipatória (CE), foi apresentada pela primeira vez em 1991, no livro Educação física: Ensino e Mudança, e depois aprofundada em 1994, em Transformação Didático-Pedagógica do Esporte. Essa forma de ver a Educação física foi influenciada principalmente pelas ideias da Teoria Crítica e da Fenomenologia. Seu principal objetivo é provocar mudanças reais no jeito de ensinar, no que é ensinado e em como as aulas acontecem, além de pensar nas condições que tornam esse ensino possível.
A teoria da pedagogia crítico-emancipatória é compreendida por alguns pressupostos, e são eles, primeiro, a percepção do aluno como um sujeito com suficientes capacidades críticas para corresponder aos complexos desafios do mundo. Segundo, a orientação desses desafios partindo da visão de que os alunos devem pensar na transformação da sociedade objetivando ressaltar a justiça e a igualdade entre seus integrantes (mediados pelo professor). Terceiro, é por meio da crença do professor no potencial crítico dos alunos que a educação vai se desenvolver. Finalmente, é através da Educação física que a cultura corporal do movimento se desenvolve, cultivando um ambiente emancipador, que preserva a capacidade crítica dos alunos em suas práticas.

##### Abordagem crítico-superadora
A abordagem crítico-superadora é foi publicada em 1992 com o Livro Metodologia do Ensino da Educação física. Tendo como autores Carmen Lúcia Soares, Celi Zulke Taffarel, Michele Escobar, Lino Castellani Filho e Valter Bracht, a obra ficou conhecida na área de educação física como Coletivo de Autores. Influenciados pela pedagogia histórico-crítica da educação e pelo materialismo histórico-dialético, a abordagem crítico-superadora defende que a educação física deve ter como objetivo propor aulas que levem os alunos a conhecerem o quê passou a ser chamada de cultura corporal. Com isso, A abordagem busca capacitar os alunos a analisar criticamente a realidade A abordagem crítico-superadora propõe que os conteúdos da Educação física sejam selecionados e trabalhados de forma a promover essa leitura crítica da realidade, atraves de uma Refleçao Pedagogica articulando teoria e prática.

###### Papel do professor
Atua como mediador do processo de socialização do conhecimento. Ele planeja, organiza e reorganiza o conteúdo, transmitindo objetivos e dinâmicas. Os conteúdos precisam ser adequados às possibilidades sociocognoscitivas dos estudantes, visando à formação de princípios, conceitos e definições, assim como necessitam de coerência e articulação com o contexto gerador de desafios, problemas, relações e nexos com outras temáticas. A organização e a reorganização do conhecimento dependem da instrumentalização do professor e remetem à compreensão da realidade, possibilitando conhecer seus conceitos, processos, atitudes, habilidades e valores, além de favorecer a construção de novos patamares que superam as descrições sincréticas do conteúdo estudado, passando da identificação dos dados da realidade para a formação de generalizações, ou desta para o reconhecimento de regularidades teórico-científicas, consolidando a análise do saber escolar.

###### O aluno
São compreendidos como produtores e colaboradores no processo de transformação constante eles podem participam ativamente nos diálogos, reflexões e experimentações; na Pré-escola, as crianças estão motivadas a imitar as ações dos adultos e desenvolver autonomia

###### Críticas e Limitações
Apesar da intensa produção de conhecimento na área da Educação física, os professores escolares ainda se sentem inseguros quanto à aplicação desses preceitos em suas aulas, pois o que é defendido no âmbito acadêmico distancia-se da realidade escolar

##### Currículo cultural
A perspectiva curricular cultural da Educação física se autoproclama comprometida com o combate à injustiça social através do estabelecimento de diálogo entre os saberes daqueles que detém privilégios e dos que não. Pesquisas mostram, por exemplo, que aqueles conhecimentos relativos às brincadeiras, danças, lutas, esportes e ginásticas vivenciados pelos grupos minoritários recebem tratamento semelhante aos saberes hegemônicos e que a cultura também passa a ser analisada de outra maneira, considerando a existência de diferenças e compreendendo e discutindo os mecanismos que as produzem e reproduzem.
Esta abordagem surge em 2004 desenvolvida por um coletivo de professores que se reuniam quinzenalmente nas dependências da faculdade de educação da Universidade de São Paulo no que viria a ser o Grupo de Pesquisas em Educação física escolar (GPEF), neste grupo buscavam realizar uma intervenção pedagógica que permitisse um aprendizado integral considerando as necessidades históricas, sócias e vitais dos alunos.
Essa abordagem tem sua constituição influenciada por teorias pos críticas de currículo destacando-se a teoria pós-estruturalista em suas bases. Utiliza os autores como Stuart Hall para definir o conceito de cultura e Michel Foucault para o corpo e suas subjetividades.
As principais concepções práticas para essa metodologia de ensino ou abordagem sistematizada para a educação física é entender o corpo como texto, marcado por história, sendo possível sua leitura e re-significação. Em razão dos conteúdos, busca-se um entendimento cultural dos conhecimentos historicamente construídos. Ao possuir tais entendimentos, busca de forma prática tratar de questões como inclusão e diversidade de forma critica.   

##### Abordagem da saúde renovada

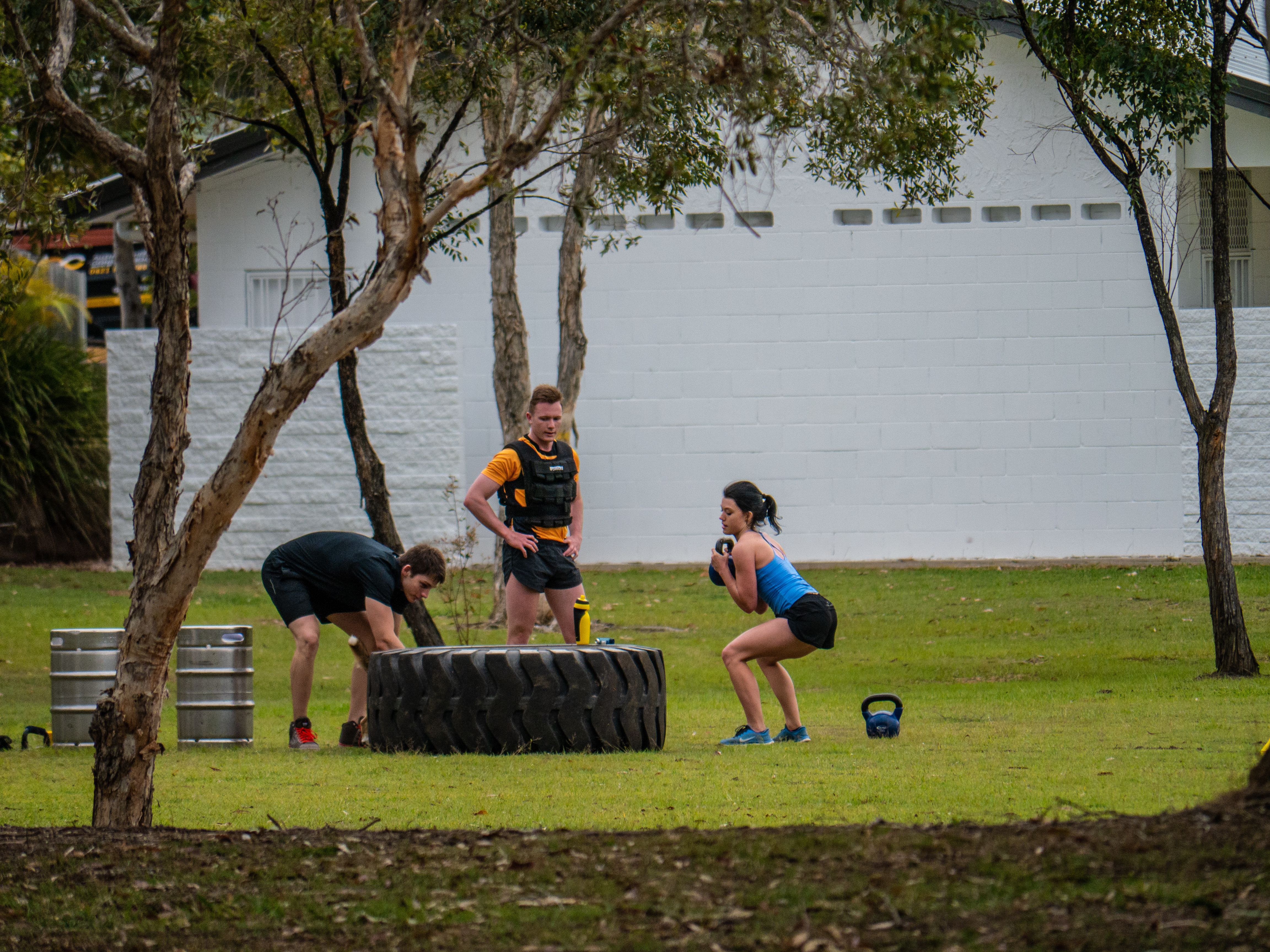
A busca pelo estilo de vida fisicamente ativo

A abordagem da saúde renovada tem como proponentes Marcus Nahas e Dartagnan Pinto Guedes. É uma abordagem pedagógica na Educação física que visa promover a saúde e o bem-estar dos alunos, indo além da prática esportiva e focando na conscientização sobre a importância da atividade física e hábitos saudáveis para a vida toda. Essa abordagem busca integrar conhecimentos sobre atividade física, aptidão física e saúde, incentivando a prática regular de exercícios e uma alimentação equilibrada. A prática de exercícios deve ser incentivada desde a infância. Criar hábitos e o interesse por uma vida ativa pode trazer benefícios do ponto de vista educacional e social, além de proporcionar uma prevenção de várias doenças decorrentes de uma vida sedentária. No processo de educação para a saúde, devemos considerar que ao iniciar a vida escolar, a criança  traz  consigo  hábitos  favoráveis  e  desfavoráveis  à  saúde,  vindos  da  família,  do ambiente em que vive ou de amigos mais próximos a ela.

#### A educação física na Base Nacional Comum Curricular (BNCC)
A LDB orienta a definição das aprendizagens essenciais, e não apenas
dos conteúdos mínimos a ser ensinados. Essas são duas noções
fundantes da BNCC.
BNCC é o documento normativo que estipula habilidades e competências a serem desenvolvidas pelos alunos durante a educação básica brasileira. Nesse documento a educação física é mencionada como componente curricular da área de linguagens.

###### Estrutura da educação física na BNCC
Na BNCC a educação física é um componente curricular da área de linguagens. Possui seis unidades temáticas.
A Base Nacional Comum Curricular (BNCC) define a Educação física como uma área do conhecimento essencial para o desenvolvimento integral dos estudantes. O documento propõe o ensino da cultura corporal de movimento, contemplando diferentes práticas corporais presentes na sociedade.
A BNCC organiza a Educação física do Ensino Fundamental em '''seis unidades temáticas''', que orientam o planejamento pedagógico: Esportes, Jogos e brincadeiras, Danças, Lutas, Ginásticas e Práticas corporais de aventura.
Essas unidades têm o objetivo de promover experiências diversificadas, respeitando a pluralidade cultural e incentivando a participação de todos os estudantes.
Os conteúdos da Educação física são estruturados em '''objetivos de aprendizagem e desenvolvimento''', organizados por códigos padronizados. Cada código identifica o ano escolar e o objetivo correspondente. Por exemplo: "EF02EF03": Reconhecer e respeitar as diferenças entre as pessoas nas práticas corporais, valorizando a diversidade. A estrutura dos códigos é: "EF" de Educação física, em seguida número do ano escolar, ''EF''': confirmação da área e número do objetivo.
A BNCC define '''competências específicas da Educação física''', relacionadas ao conhecimento do corpo, à prática consciente do movimento e ao convívio social. Entre elas destacam-se: Participar de práticas corporais com ética e segurança, respeitar as diferenças e promover a inclusão e compreender as práticas corporais como parte da cultura e da história.
O ensino da Educação física na BNCC está organizado em uma progressão contínua, respeitando as fases de desenvolvimento dos estudantes.
O ensino por ciclos permite que os conteúdos sejam aprofundados gradualmente, de forma adequada à idade e às experiências prévias dos alunos.

###### Princípios pedagógicos da educação física na BNCC
Na BNCC a educação física é um componente curricular que tematiza a cultura corporal de movimento por meio de suas unidades temáticas, ensinadas em variadas dimensões do conhecimento.

###### As unidades temáticas da educação física na BNCC
Na BNCC o componente curricular educação física possui seis unidades temáticas: esportes, ginásticas, lutas, danças, jogos e brincadeiras, e atividades de aventura.
A Unidade Temática Brincadeiras e Jogos compreende atividades lúdicas que envolvem regras flexíveis e são marcadas pela espontaneidade, cooperação e imaginação. Essas práticas são reconhecidas por seu valor sociocultural e por promoverem a inclusão, o respeito e a criatividade. Elas são consideradas fundamentais no processo de socialização das crianças e no desenvolvimento das habilidades motoras e cognitivas.
A segunda Unidade Temática Esportes contempla a vivência, o conhecimento e a análise de diferentes modalidades esportivas – coletivas, individuais, de marca e de precisão. A abordagem escolar deve considerar não apenas aspectos técnicos e táticos, mas também valores como cooperação, respeito às regras e espírito esportivo. O esporte na escola é tratado como fenômeno cultural e social, indo além da simples competição.
A terceira Unidade Temática Ginásticas engloba práticas corporais com finalidades variadas, incluindo o condicionamento físico, a expressividade corporal, o bem-estar e o autocuidado. São abordadas ginásticas como a artística, rítmica, geral, laboral, aeróbica e postural. Essas práticas visam ao desenvolvimento da consciência corporal e à melhoria da qualidade de vida.
A quarta Unidade Temática é Dança aborda a dança como expressão cultural, estética e artística. Envolve tanto danças tradicionais e folclóricas quanto danças contemporâneas e urbanas. Seu ensino promove a sensibilidade, a criatividade, a identidade cultural e o respeito à diversidade. A dança é valorizada como linguagem do corpo e meio de comunicação.
As Lutas, as quais compõem a quinta Unidade Temática, refere-se às práticas corporais de combate com regras definidas, cujo objetivo não é a violência, mas o desenvolvimento da disciplina, autocontrole, respeito mútuo e habilidades motoras específicas. São exemplos o judô, a capoeira, o karatê e o jiu-jitsu. Essas manifestações são tratadas como elementos da cultura corporal e da diversidade cultural brasileira e mundial.
A ultima Unidade Temática é marcada pelas Práticas Corporais de Aventura, essa inclui atividades realizadas em ambientes naturais ou urbanos que exigem habilidades como equilíbrio, orientação, tomada de decisões e superação de desafios. Entre os exemplos estão trilhas, escaladas, slackline, parkour e corrida de orientação. Além do desenvolvimento físico, essas práticas promovem a conscientização ambiental e o respeito à natureza. Em resumo: A BNCC organiza a Educação física em unidades temáticas, objetos de conhecimento e habilidades, que são trabalhados em ciclos e articulados com as competências gerais e específicas, visando o desenvolvimento integral do aluno, do ponto de vista corporal, cognitivo, social e cultura

###### Críticas à BNCC e os desafios da educação física na escola.
Desde seu processo de discussão até sua publicação em 2017, a BNCC tem gerado posicionamentos que avaliam sua importância e limites para que a educação física na escola tenha valor pedagógico.
Em primeira instância, surgem críticas à implementação da BNCC devido que seu processo de criação ocorreu com uma série de dificuldades sendo elas: falta de diálogo com os professores no processo de desenvolvimento, bem como a resistência a realizar alterações significativas propostas pelos professores.
Compreendendo ainda que os desafios que a BNCC busca enfrentar têm origem em seu objetivo de propor uma orientação curricular ao nível nacional, o diálogo aprofundado torna-se essencial devido ao próprio conceito de currículo. Afinal, qualquer decisão curricular é, também, uma decisão política.
Partindo do pressuposto de que a política educacional em curso no Brasil tem por objetivo a consolidação de um determinado projeto de sociedade, o artigo analisa a BNCC de Educação física mediante o confronto com a teorização curricular. Os resultados evidenciam a retomada dos princípios tecnocráticos
Na tentativa de justificar sua opção, a BNCC afirma que a elaboração de currículos referenciados em competências é uma tendência verificada em grande parte das reformas implantadas desde o fim do século passado, e que o enfoque é adotado pelas avaliações internacionais. chamam a atenção para a perversidade da articulação, do mercado, dos organismos internacionais
Como alguns Homens tem direito de Determinar o que é essencial para o outro Homens saber ? A justificativa coube em exatas duas linhas, nas quais se defende a ideia inverossímil de “igualdade educacional” (Brasil, 2017, p. 15)

## Formação profissional em educação física

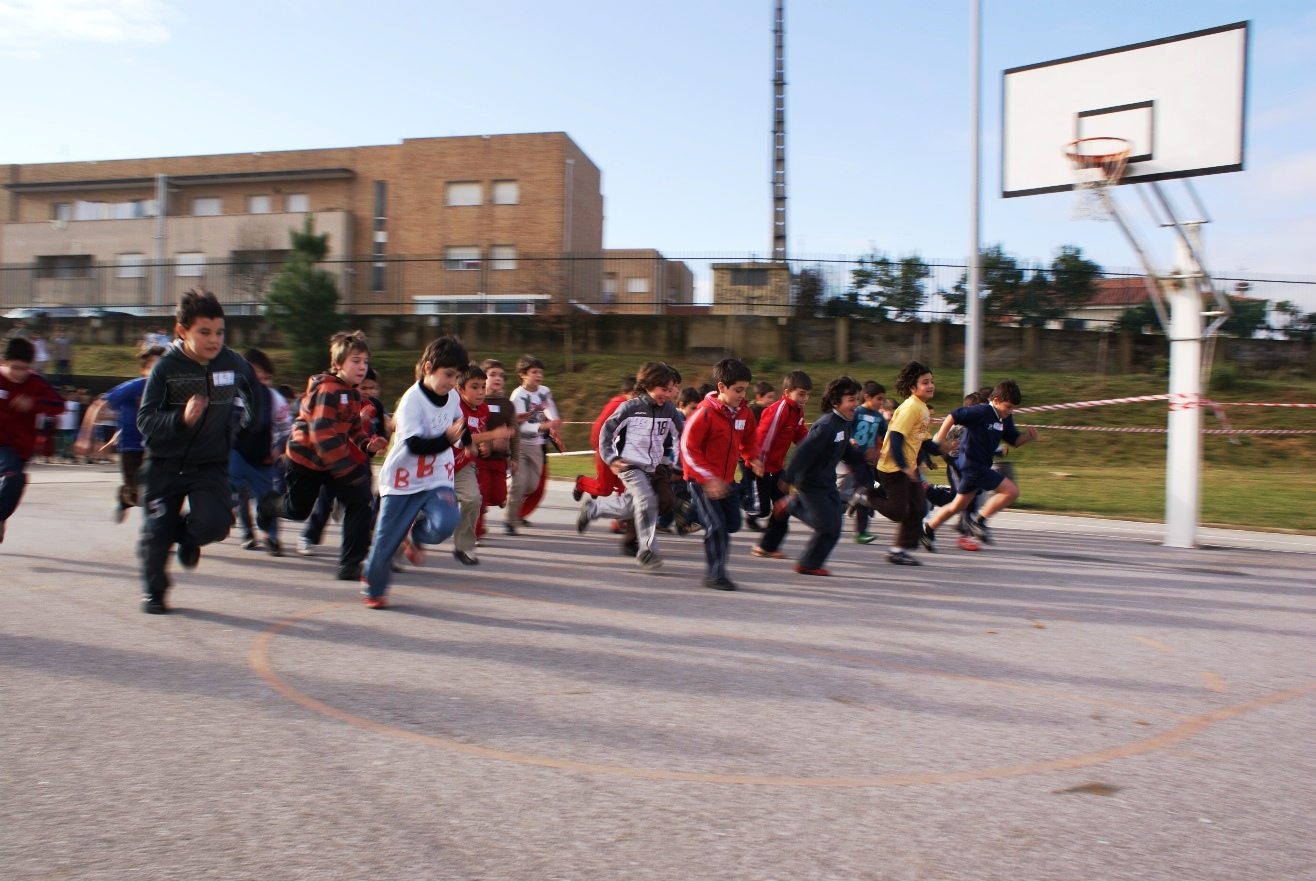
Atividade de Educação física em Portugal

Para atuação como professor de Educação física, é necessário um curso superior, exigindo perícia profissional para manipular as complexas variáveis do desporto durante o qual estudará os aspectos psicológicos, cinesiológicos, biomecânicos, fisiológicos, bioquímicos, genéticos, antropométricos e neuromotores das atividades físicas como também suas dimensões sociais e psicomotoras.
Deve ser capaz de orientar jogos e atividades lúdicas corretamente, cuidando da postura correta dos participantes, do respeito às normas do jogo/atividade, de assegurar o interesse de todos e do aproveitamento físico por parte dos jogadores/participantes.
A princípio, os profissionais de Educação física tinham origem militar, mas atualmente existem escolas civis com preparação tão boa quanto institutos militares. Na medida em que transcorrem as situações didáticas organizadas pelo professor, os estudantes interagem  com  saberes  (conteúdos)  diversos,  não  somente  aqueles  produzidos  pelo  método científico e comumente valorizados na escola, mas também com as inúmeras maneiras de dizer, fazer e compreender as práticas corporais e as pessoas que delas participam.
No Brasil, os profissionais da Educação física têm, no Conselho Federal de Educação física (CONFEF), o órgão principal de organização e normatização das atividades pertinentes à sua área de atuação.
Os Conselhos Regionais de Educação física (CREFs) são subdivisões do CONFEF nos estados e têm a função de fiscalizar o exercício das atividades próprias dos profissionais de Educação física. Atualmente são vinte CREFs, abrangendo todos os estados brasileiros.
A uma pessoa com bacharelado em Educação física, caberá a atuação em clubes, academias, centros esportivos, hospitais, empresas, planos de saúde, prefeituras, acampamentos, condomínios e qualquer espaço de realização de atividades físicas.
A escola de educação básica é atendida por aqueles que têm o grau ou título de licenciatura em Educação física.
Os profissionais e estudantes de Educação física no Brasil possuem uma série de eventos especializados na realização de cursos: entre eles, pode-se destacar o Congresso Internacional de Educação física - FIEP, que acontece desde 1986 na cidade de Foz do Iguaçu, com a participação de mais de 55 000 pessoas de 50 países, e a apresentação de mais de 9 500 trabalhos científicos. O Congresso FIEP, como é conhecido, é organizado pelo Prof. Almir Adolfo Gruhn, que atualmente é o Presidente Mundial da Federação Internacional de Educação física, e disponibiliza anualmente uma série de cursos, eventos paralelos e congressos científicos.
Outra organização que congrega pessoas estudiosas e profissionais da área de educação física é o Colégio Brasileiro de Ciências do Esporte (CBCE). A entidade organizado seu evento bienal, conhecido Congresso Brasileiro de Ciências do Esporte (CONBRACE).